# كريستين لويز أمالي بيكر
كريستين لويز أمالي بيكر (بالألمانية: Christiane Becker-Neumann )‏ (و. 1778 – 1797 م) هي ممثلة، وممثلة مسرحية ألمانية، توفيت في فايمار، عن عمر يناهز 19 عاماً، بسبب سل.